# Macrotrachela intermedia
Macrotrachela intermedia är en hjuldjursart som beskrevs av Schulte 1954. Macrotrachela intermedia ingår i släktet Macrotrachela och familjen Philodinidae. Inga underarter finns listade i Catalogue of Life.